# 荻窪駅
荻窪駅（おぎくぼえき）は、東京都杉並区にある、東日本旅客鉄道（JR東日本）・東京地下鉄（東京メトロ）の駅である。
JR東日本の駅は上荻一丁目に、東京メトロの駅は荻窪五丁目にそれぞれ所在する。

## 乗り入れ路線
JR東日本の中央本線および東京メトロの丸ノ内線が乗り入れ、接続駅となっている。
- JR東日本：各線（後述）
- 東京メトロ： 丸ノ内線 - 駅番号「M 01」

JR東日本中央本線の運転系統としては、急行線で運行される中央線快速、および緩行線で運行される中央・総武線各駅停車の2系統が停車する。また、特定都区市内制度における「東京都区内」に属する。
- 中央線（快速）：急行線を走行する中央本線の近距離電車。八王子駅・高尾駅方面の列車の他に、立川駅から青梅線へ直通する列車も運行 - 駅番号「JC 09」
- 中央・総武線（各駅停車）：緩行線を走行する中央本線の近距離電車。新宿駅を経由する中央・総武線の他に、中野駅から地下鉄東西線へ直通する列車も運行。東京メトロ東西線直通列車は西船橋駅から東葉高速線への直通運転を行っている他、平日の朝夕ラッシュ時のみ津田沼駅まで総武線（各駅停車）への直通も行っている。 - 駅番号「JB 04」

東京メトロ丸ノ内線は当駅を終着としている。
かつては東京都交通局の都電杉並線が乗り入れていたが、丸ノ内線開通後の1963年に廃止されている。

## 歴史

### JR東日本
- 1891年（明治24年）12月21日：甲武鉄道の駅として開業[1]。出入口は現在の南口のみ。
- 1906年（明治39年）10月1日：甲武鉄道が国有化[2]。
- 1909年（明治42年）
  - 3月16日：中野駅 - 吉祥寺駅間複線化[2]。
  - 10月12日：線路名称制定により中央東線（1911年から中央本線）の所属となる[2]。
- 1919年（大正8年）3月1日：中野駅 - 吉祥寺駅間電化。
- 1927年（昭和2年）：北口を新設。南口と北口は陸橋で連絡。
- 1932年（昭和7年）7月1日：中央線・総武線の直通運転開始。
- 1949年（昭和24年）6月1日：日本国有鉄道発足[3]。
- 1958年（昭和33年）
  - 4月1日：駅八王子方に西口改札を開設[新聞 1]。
  - 5月：西口橋上本屋が完成[新聞 1]。
- 1962年（昭和37年）頃：駅の高架化を見送る[4]。
- 1963年（昭和38年）：東改札側地下コンコース（南北自由通路）完成。
- 1966年（昭和41年）
  - 4月3日：中野駅 - 荻窪駅間の複々線化工事完了、大踏切（旧青梅街道が中央線と交差する踏切）廃止。
  - 4月28日：帝都高速度交通営団（営団地下鉄）東西線が中野駅から当駅までの直通運転を開始。中央・総武緩行線を荻窪まで延伸。快速の休日運転開始。
- 1969年（昭和44年）4月8日：中央・総武緩行線・営団地下鉄東西線直通電車、運転区間を三鷹駅まで延長。
- 1974年（昭和49年）10月1日：貨物の取り扱いを廃止[1]。
- 1986年（昭和61年）6月1日：荷物扱い廃止[1]。
- 1987年（昭和62年）4月1日：国鉄分割民営化に伴い、東日本旅客鉄道（JR東日本）の駅となる[5]。
- 1990年（平成2年）：北口に上りエスカレーター設置。
- 2001年（平成13年）11月18日：ICカード「Suica」の利用が可能となる[報道 1]。
- 2004年（平成16年）：東改札側地下コンコースを線路沿いの区道（都市計画道路補助131号線）を越えて南側に延長し南口bを新設。また、西口跨線橋南側を延長し区道を渡る連絡橋を新設[6]。
- 2006年（平成18年）7月1日：中央快速線ホームの新宿側階段を閉鎖し、エレベーター・下りエスカレーター設置工事を開始。
- 2007年（平成19年）
  - 2月11日：中央・総武緩行線ホームにエレベーター設置。
  - 3月：中央・総武緩行線ホームの新宿側階段を閉鎖し、下りエスカレーター設置工事を開始。
  - 3月22日：北口・中央快速線ホームにエレベーター設置。
- 2011年（平成23年）3月：北口駅前広場整備完了[6]。
- 2024年（令和6年）
  - 2月29日：みどりの窓口の営業を終了[7]。
  - 3月1日：話せる指定席券売機を導入[7]。

### 東京メトロ
- 1962年（昭和37年）1月23日：営団地下鉄荻窪線が開業。
- 1972年（昭和47年）4月1日：営団地下鉄、荻窪線を丸ノ内線に名称統一。
- 1999年（平成11年）3月：丸ノ内線荻窪駅ホーム東改札側にエスカレーター設置（上り・下り共）。
- 2004年（平成16年）4月1日：帝都高速度交通営団（営団地下鉄）民営化に伴い、当駅は東京地下鉄（東京メトロ）に継承される[報道 2]。
- 2006年（平成18年）4月28日：丸ノ内線全線ホームドア化へ向けて、当駅にホームドアを設置。
- 2007年（平成19年）3月18日：ICカード「PASMO」の利用が可能となる[報道 3]。
- 2011年（平成23年）10月14日：定期券うりばの営業を終了[8]。

### 都電（廃止）
- 1921年（大正10年）8月26日：西武軌道により新宿軌道線が南口に乗り入れ（淀橋 - 荻窪間、西武軌道線とも）。
- 1942年（昭和17年）2月1日：東京市電気局が新宿軌道線（新宿駅前 - 荻窪駅前間）の委託を継承。
- 1951年（昭和26年）4月5日：東京都交通局、現・西武鉄道から新宿軌道線を買収し、都電杉並線に改称。
- 1956年（昭和31年）：都電杉並線が天沼陸橋経由となり、荻窪駅前電停が中央線荻窪駅北口側に移設。
- 1963年（昭和38年）12月1日：地下鉄荻窪線（現丸ノ内線）との競合により、都電杉並線が廃止される。

## 駅構造

### JR東日本
島式ホーム2面4線を有する地上駅。
改札口は、新宿側に東改札、三鷹側に西改札がそれぞれ設けられている。西改札にはお客さまサポートコールシステムが導入されており、一部の時間帯を除きインターホンによる案内となる。新宿側は駅舎が地下にあって地下駅のようになっており、改札口前の地下通路から南北にそれぞれ出入口がある。また、三鷹側は橋上駅舎になっており、跨線橋を介して南北双方に出入口が設けられている。なお、駅の南側には線路沿いに区道（都市計画道路補助131号線）が通っており、南口および西口南側の出入口は、区道の駅側と区道を渡った側とのそれぞれ2ヶ所に設けられている。
JR東日本では、新宿側での北側出入口を北口、南側出入口を南口と呼ぶのに対して、三鷹側の出入口には名前が付されていない。一般には北側も南側も西口と呼ばれている。また、新宿側の出入口を総称して東口と呼ぶ場合もある。
各改札口と各ホームとの間には、階段およびエレベーターが設置されており、東改札と各ホームの間には上下エスカレーターも設置されている。また、出入口と改札口の間には、北口および南口にエレベーターと上りエスカレーター、西口北側にエレベーターが設置されている。なお、新宿側地下通路は、丸ノ内線の東端改札にも面しており、東西に延びる丸ノ内線の地下通路を介して丸ノ内線の他の改札および西口出入口とも連絡している。丸ノ内線地下通路を経由すれば、駅南側の丸ノ内線西口のエレベーターも利用できる。

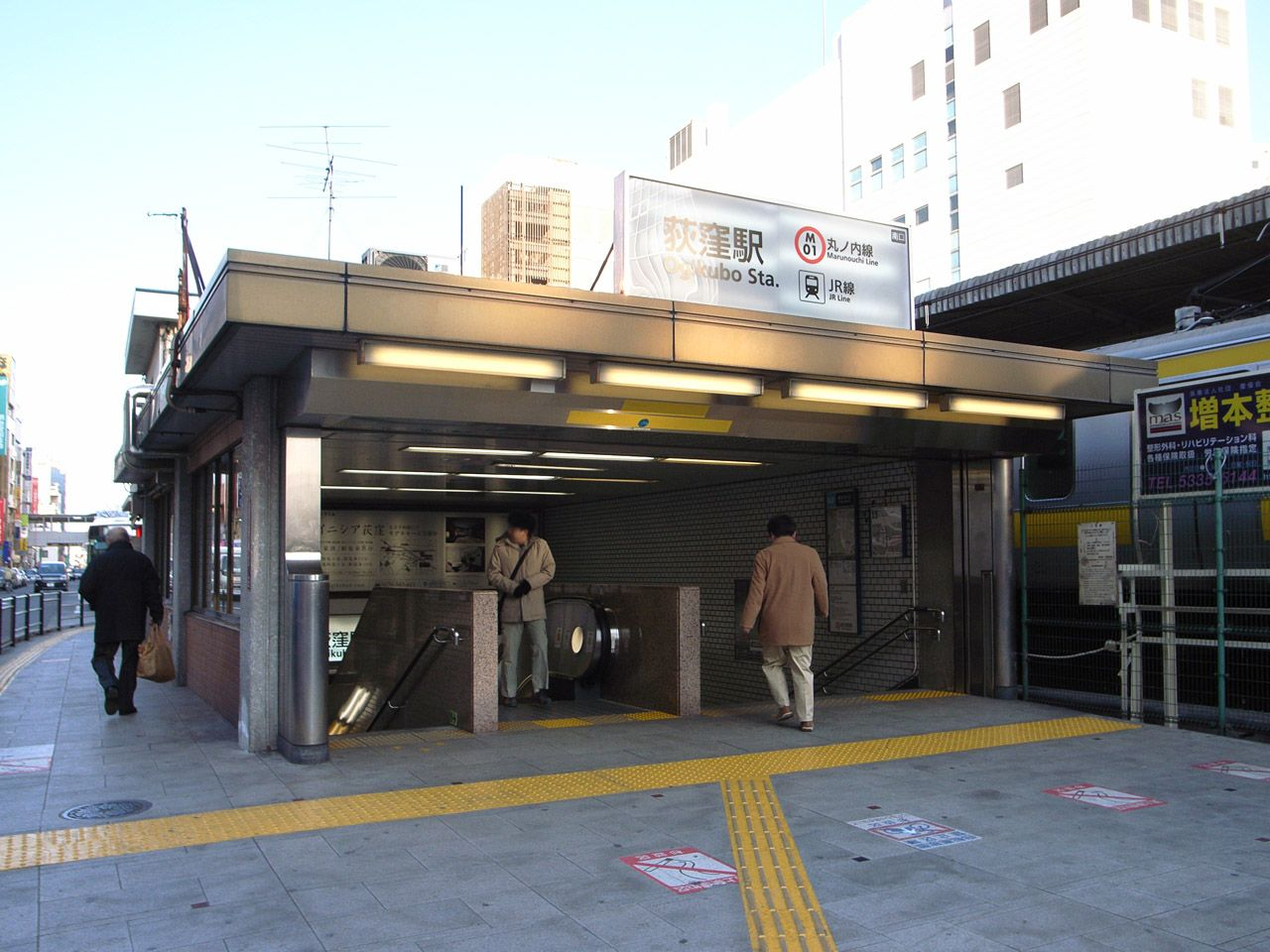
南口（2008年2月）
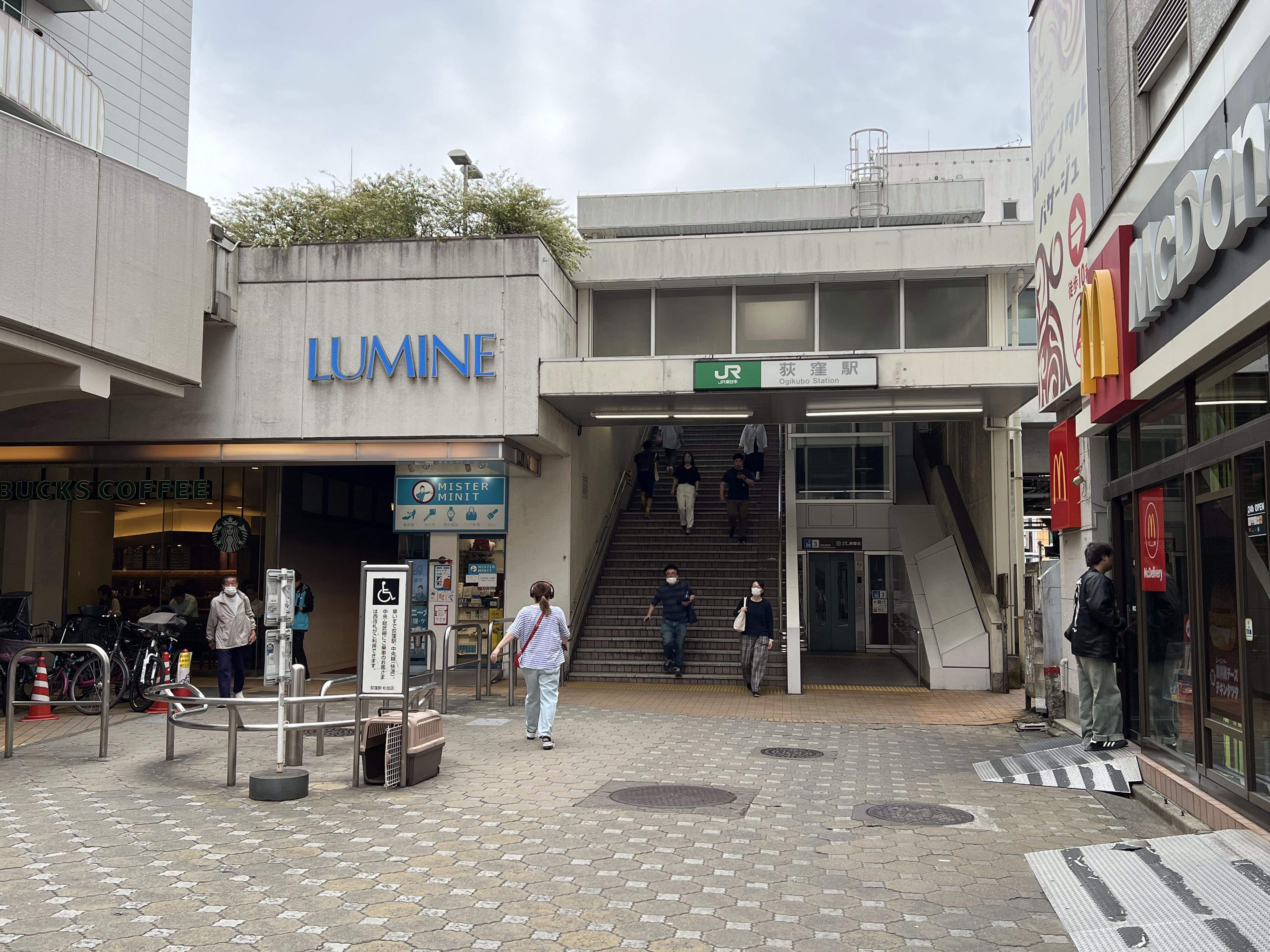
西口北側（2024年5月）

#### のりば
| 番線 | 路線                     | 方向 | 行先                              |
| ---- | ------------------------ | ---- | --------------------------------- |
| 1    | 中央・総武線（各駅停車） | 西行 | 三鷹方面                          |
| 2    | 中央・総武線（各駅停車） | 東行 | 新宿・千葉・ 東京メトロ東西線方面 |
| 3    | 中央線（快速）           | 下り | 立川・八王子・高尾方面            |
| 4    | 中央線（快速）           | 上り | 中野・新宿・東京方面              |

（出典：JR東日本:駅構内図）
- 2020年3月14日のダイヤ改正以降、早朝・深夜に設定されていた東京駅発着の各駅停車が消滅した[報道 4]。
- 平日ダイヤの中央線下り快速（3番線発）は、終点まで各駅に停車するため「各駅停車」と案内される。
- JR中央線は、2020年代前半（2021年度以降の向こう5年以内）をめどに快速電車に2階建てグリーン車を2両連結させ12両編成運転を行う。そのため、ホームの12両編成対応改築工事などが実施され[報道 5][新聞 3]、2024年10月12日までに12両編成対応のホームの延伸を完了し、翌日10月13日より快速電車における12両編成の運転が開始された[報道 6]。

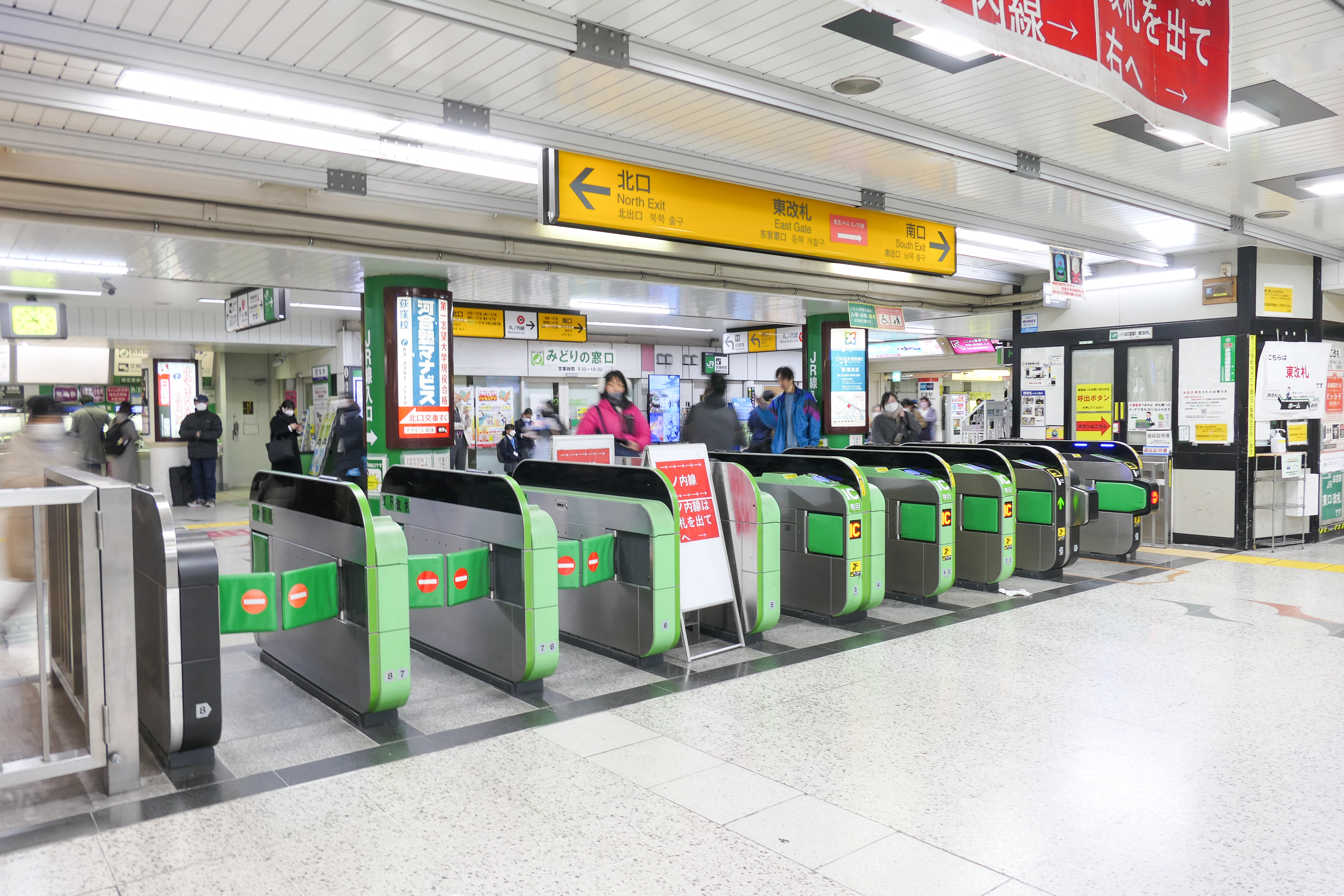
東改札（2022年12月）
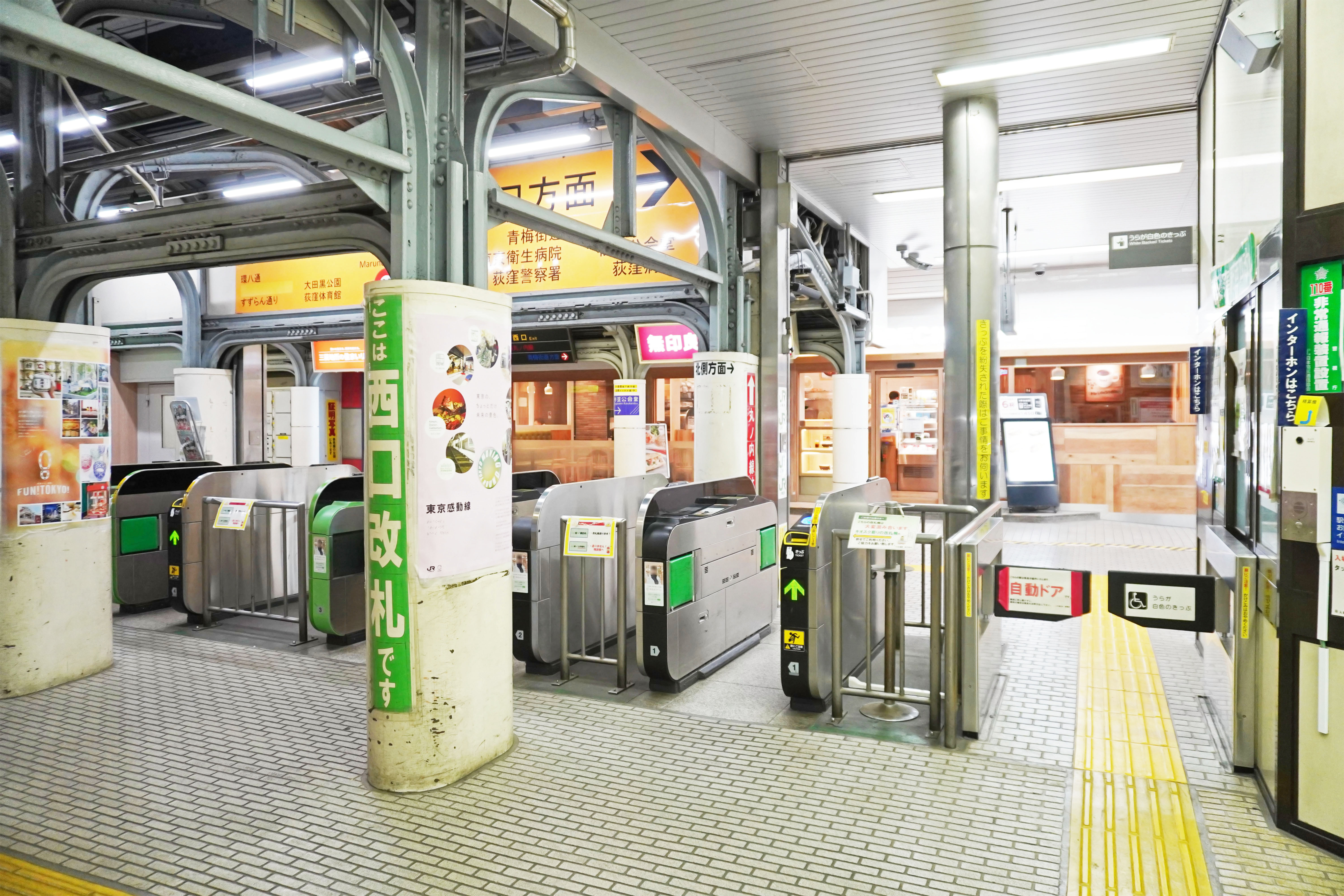
西改札（2024年1月）
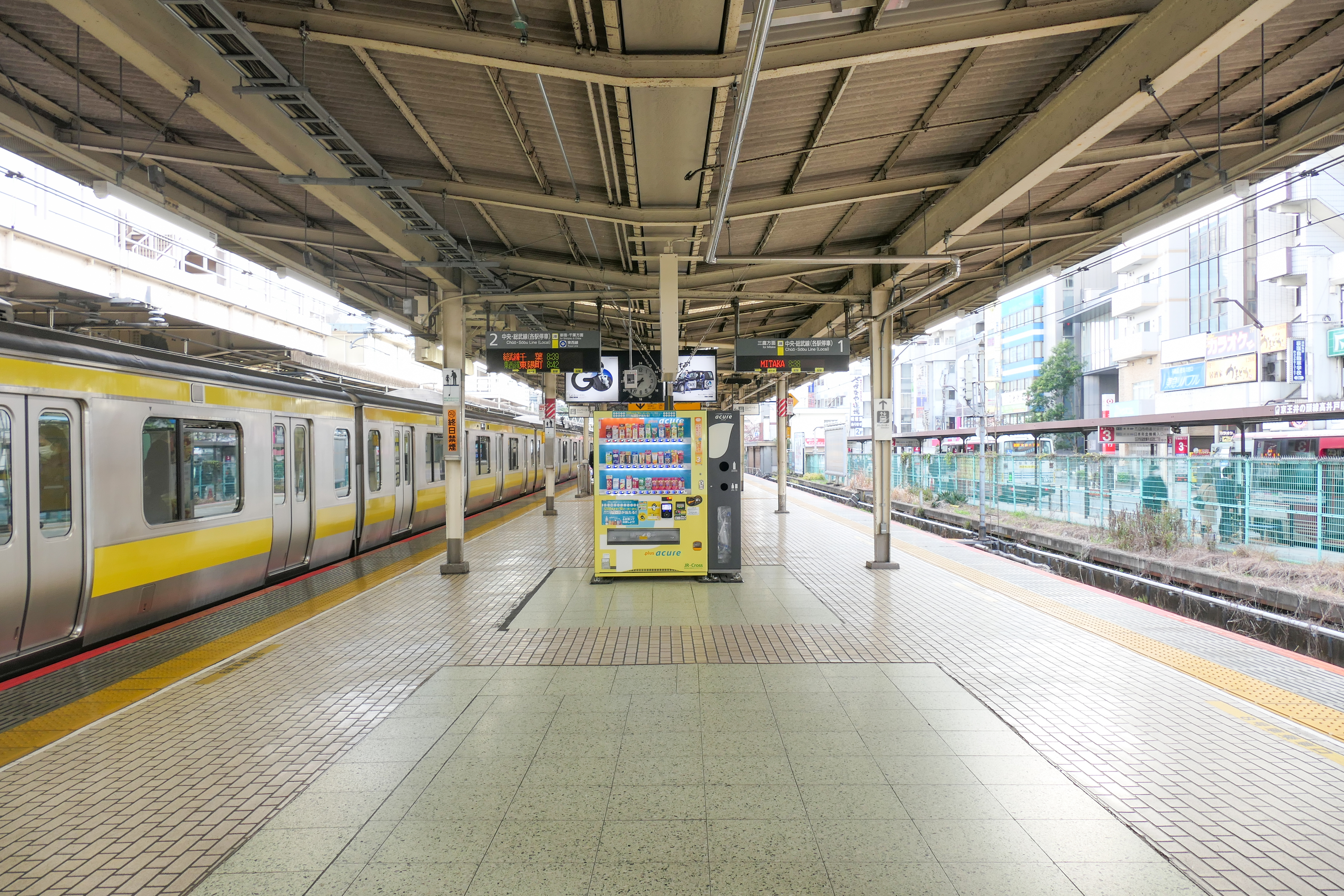
1・2番線ホーム（2022年12月）
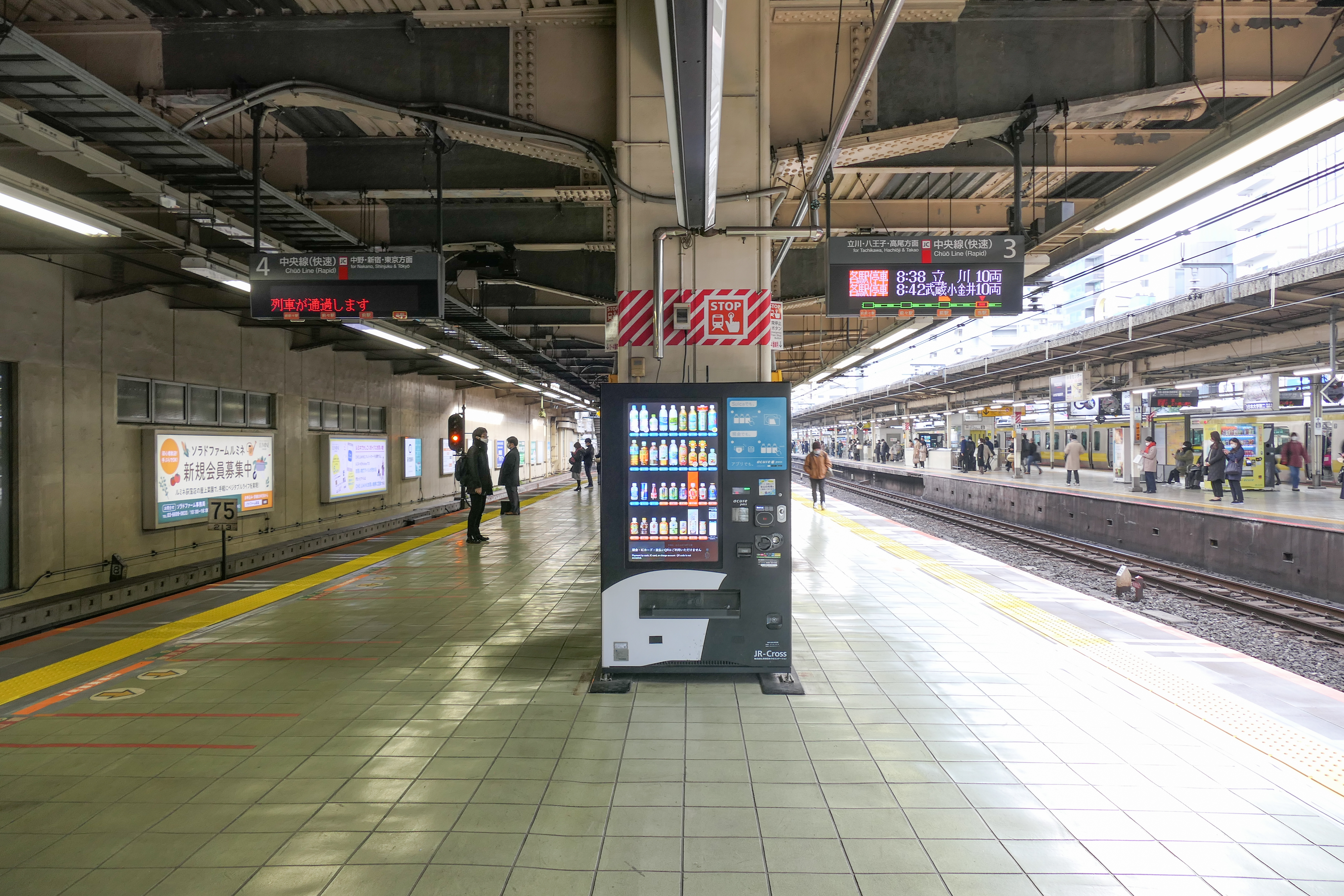
3・4番線ホーム（2022年12月）

### 東京メトロ
島式ホーム1面2線を有する地下駅。
改札口はホーム東端と西端、ホーム中央西寄りの3か所にある。ホームと改札口との間は、東端改札には階段および上下エスカレーター、西端改札には階段、中央西寄り改札にはエレベーターがそれぞれ設けられている。丸ノ内線の当駅は開業当初の「荻窪線」が、都心方面へ向かう国鉄中央線の「混雑緩和」が大きな目的であることから、中央線との相互乗り換えに重点を置いた構造となっている。
東京メトロの管轄する駅および東京23区の地下鉄の駅としては最西端に位置する。
東端改札はJR駅の地下通路に面しており、北口、南口、荻窪ルミネに接続している。また、西端改札は、西口に通じている。東端側のJR駅地下通路と西口との間には東西に延びる地下通路が設けられており、東西の出入口と各改札口とを接続している。改札口と地上との間は、東端側の北口・南口にJR駅と共用の階段、エレベーター、上りエスカレーターが、西口に階段、エレベーターが設置されている。西口エレベーターは、2階レベルでJR駅の西口南側に連絡している。
東端改札に通じる駅看板には、JRロゴと丸ノ内線の路線記号の他に東西線の路線記号（）が表記されているが、東西線はJRの改札を利用するよう注意書きがある。東西線を使用する場合、JR中央線経由（相互直通運転している中央・総武緩行線経由を含む）となるため、中野駅までJR線の運賃が必要となる。なお、東西線直通の連絡乗車券発売および電車の発車ホームはJR側となる。
かつては、東端改札の西側に定期券売り場が設置されていたが、自動券売機において定期券の新規購入が可能になったため、2011年10月14日をもって閉鎖された。
当駅は「新宿駅務管区荻窪地域」として近隣の駅を管理している。

#### のりば
| 番線 | 路線     | 行先             |
| ---- | -------- | ---------------- |
| 1・2 | 丸ノ内線 | 池袋・方南町方面 |

（出典：東京メトロ:構内図）
- 駅の終端側に両渡り線と2本の折返し線があり[17]、平日日中の留置と夜間滞泊に用いられている。
- この折返し線はダイヤ乱れ時の対応や故障車両の留置に備えて設けられた[14]。終端側の両渡り線は、本線側分岐器の故障時に備えたものである[14]。
- 夜間留置は2番線に1本と留置線に2本設定されている。

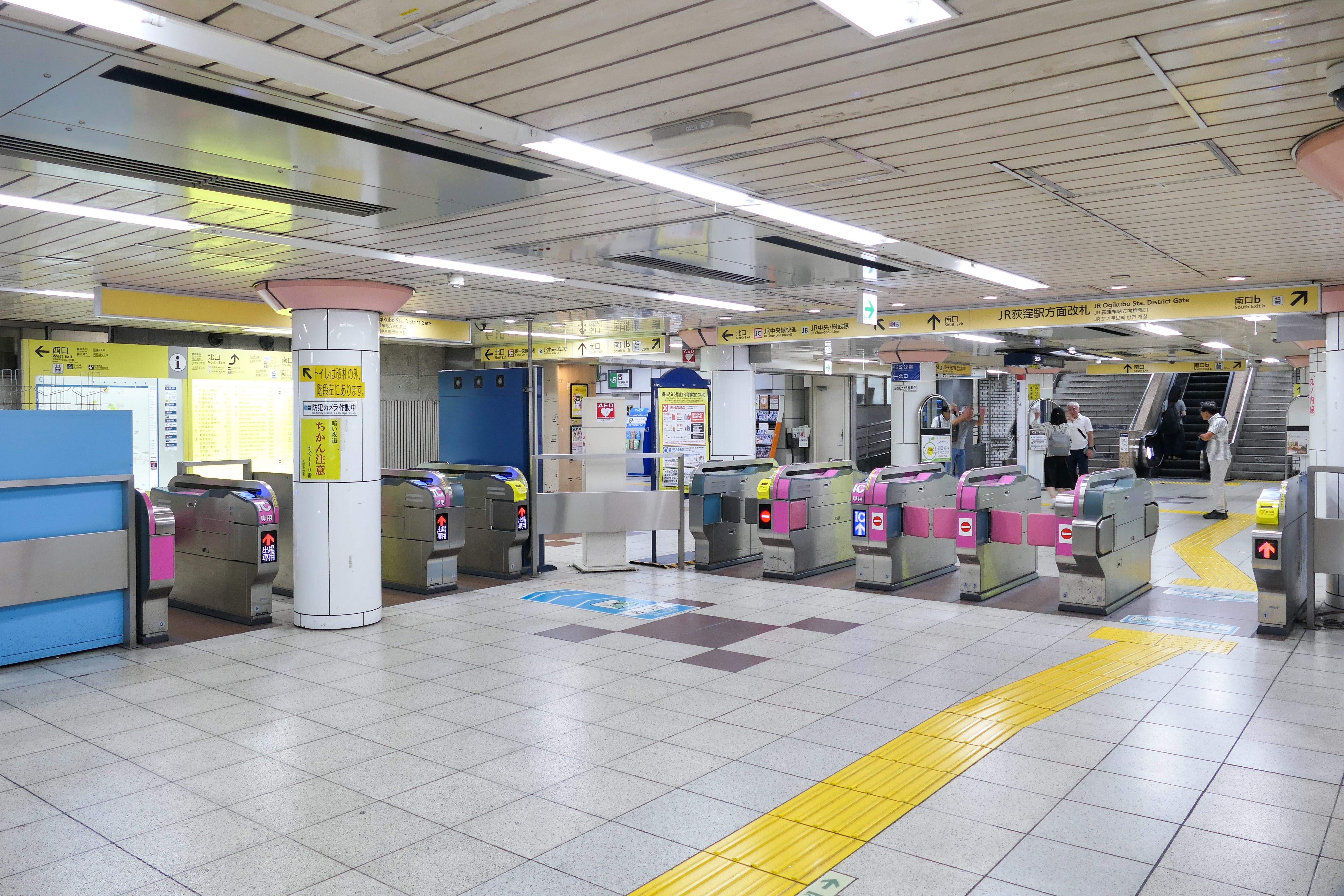
JR荻窪駅方面改札
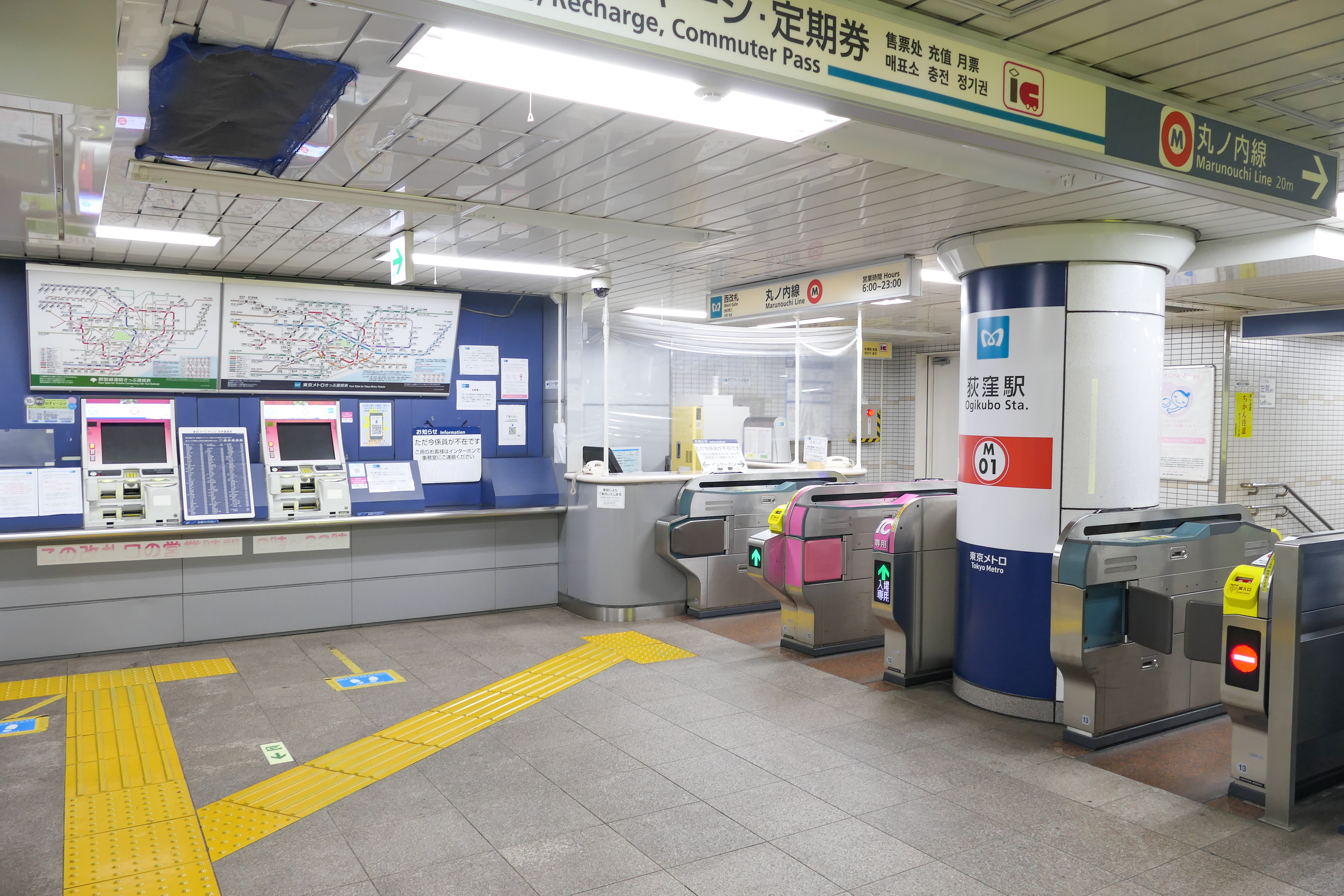
西口改札
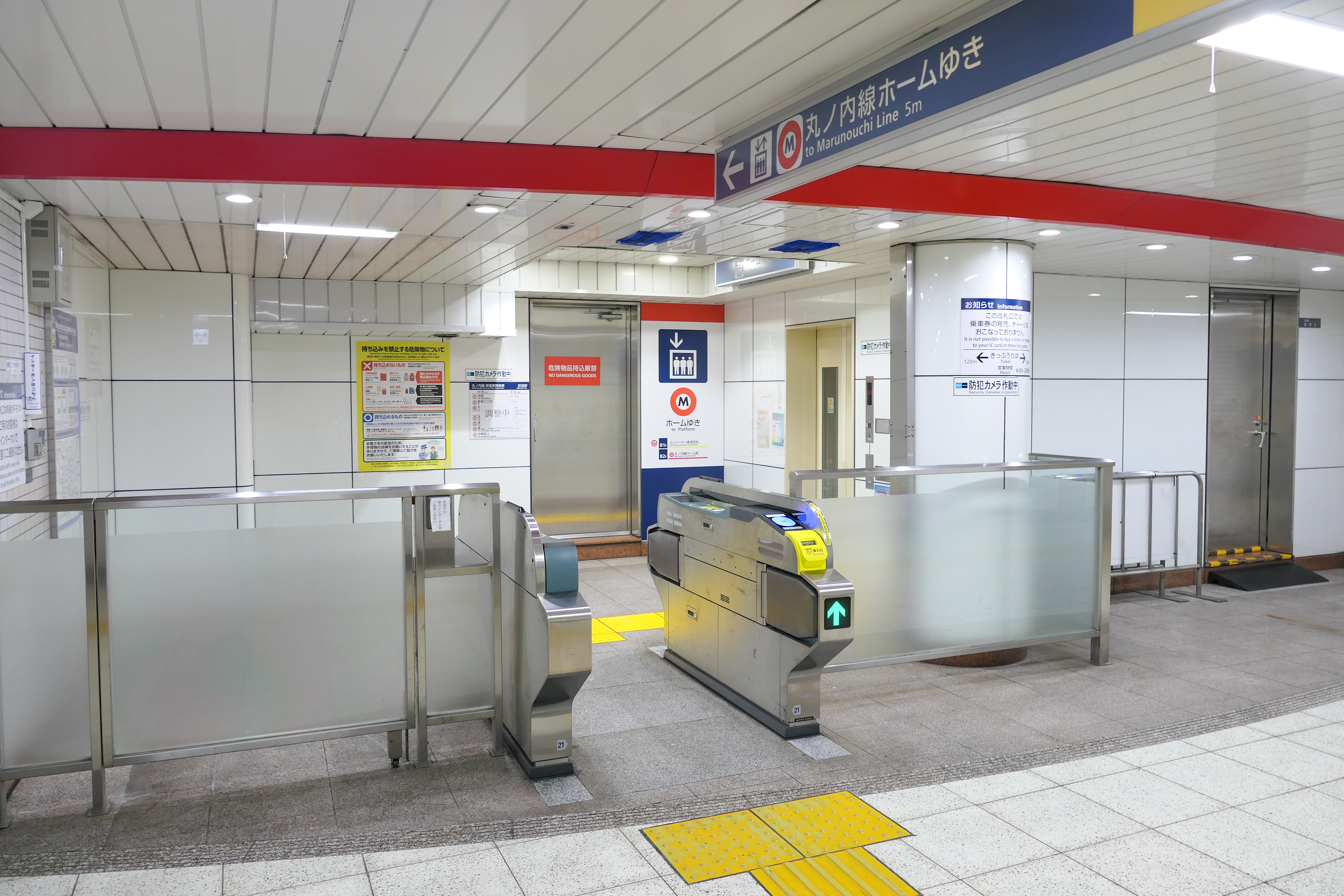
エレベーター専用改札
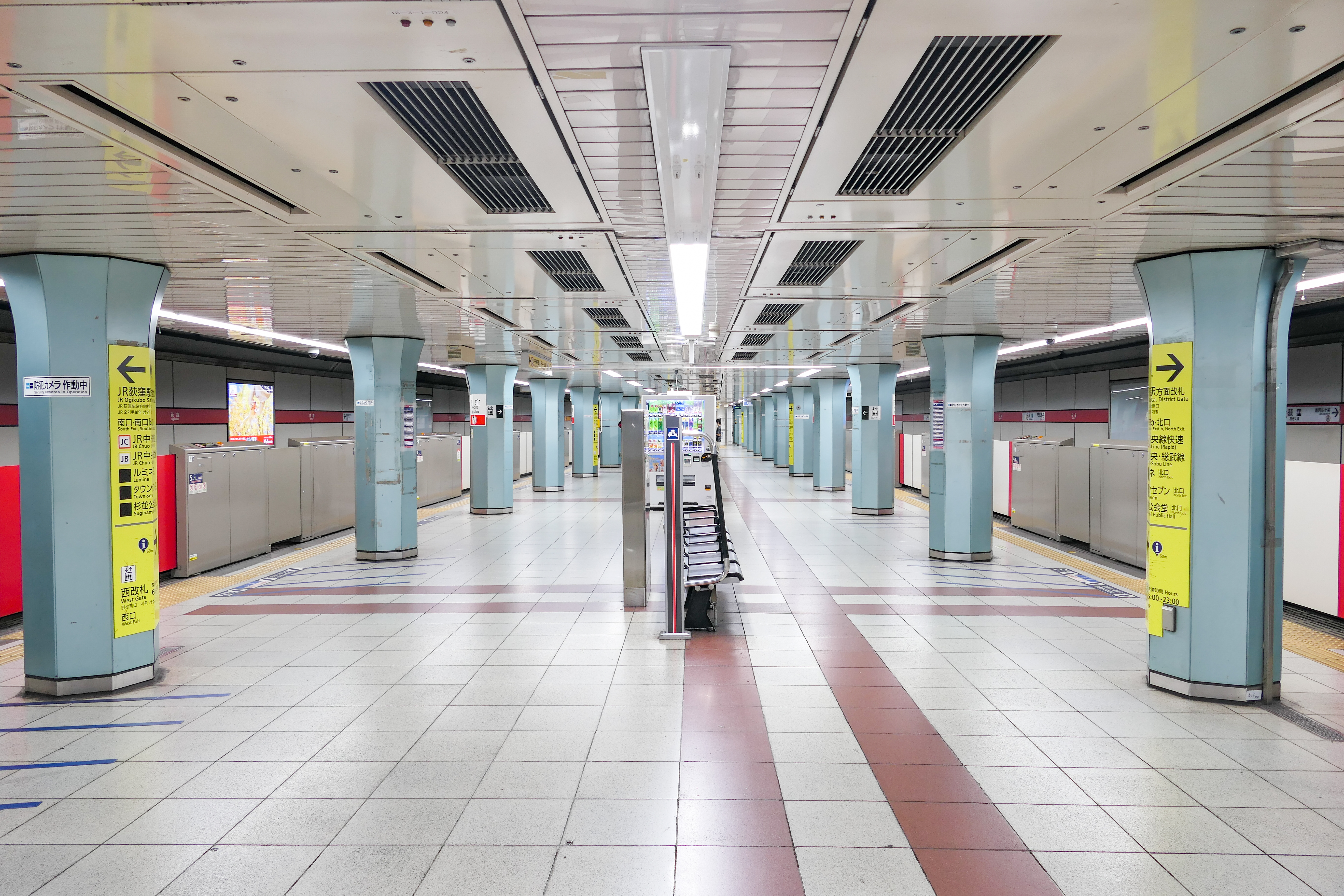
ホーム
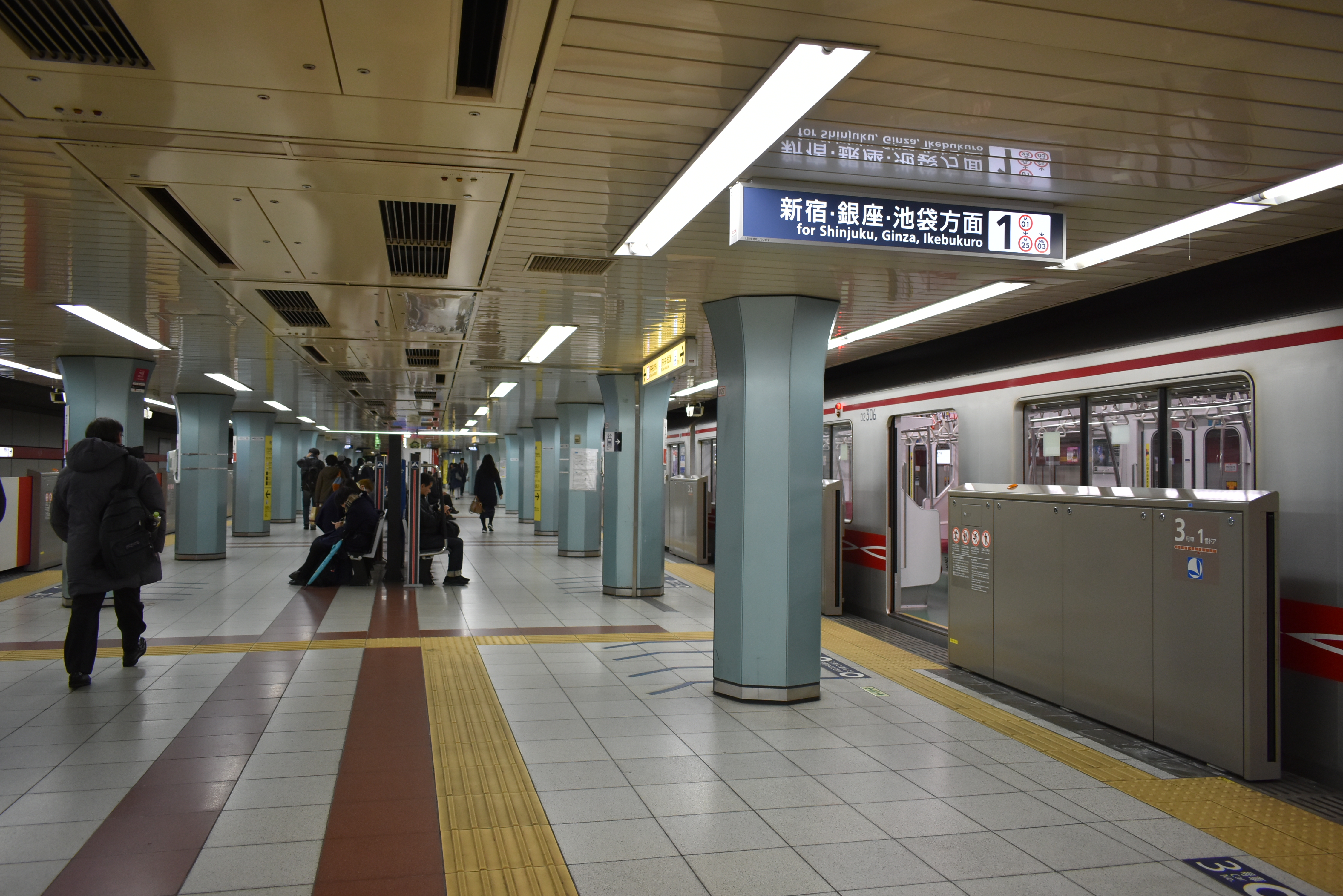
1番線ホーム（2019年3月）
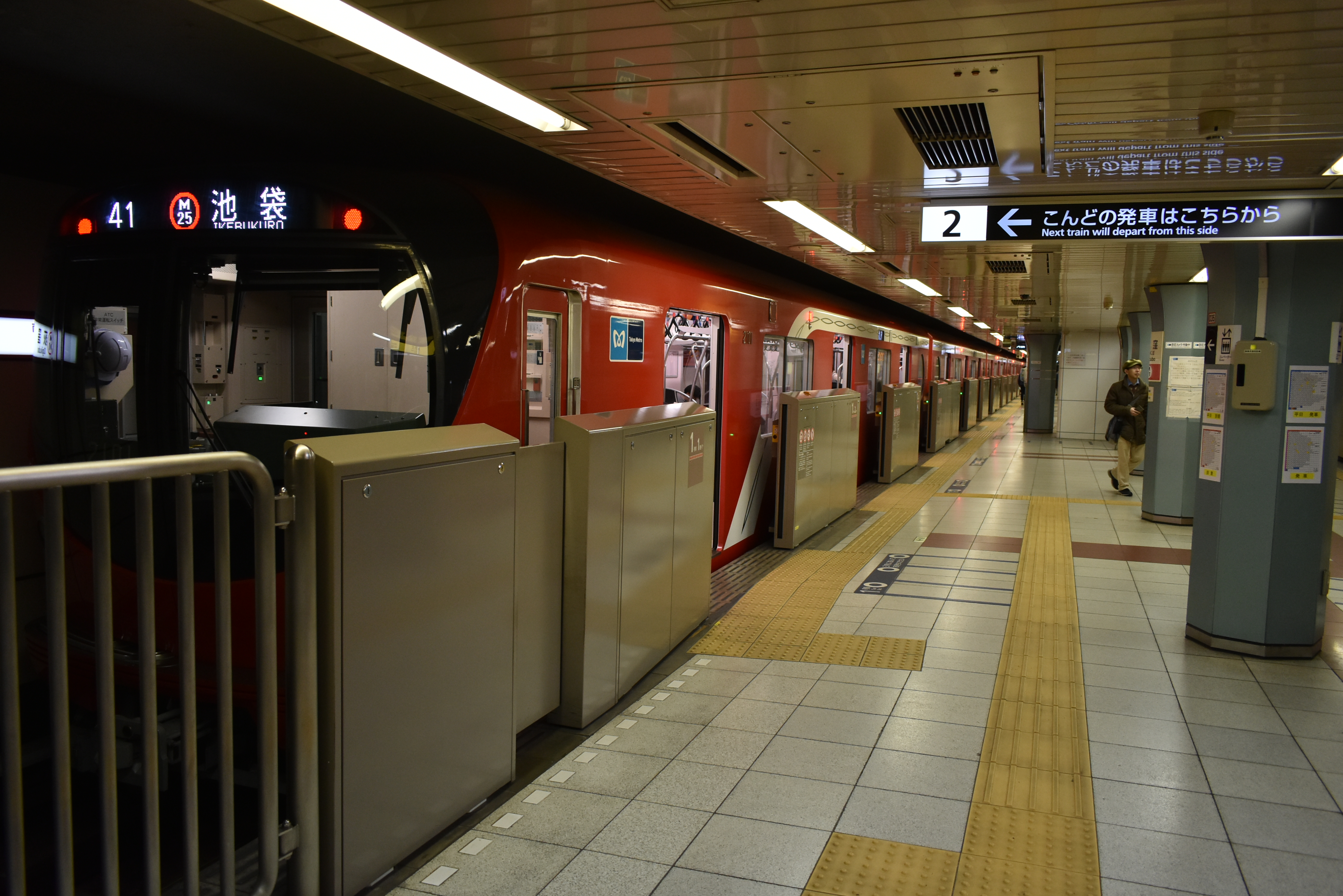
2番線ホームの2000系電車（2019年3月）

#### 発車メロディ
ワンマン運転開始に伴い、スイッチ制作の発車メロディ（発車サイン音）が導入されている。
曲は1番線が「星の贈りもの」（塩塚博作曲）、2番線が「ハート畑」（福嶋尚哉作曲）である。

#### 出口
| 出口名称 | 出口周辺 | 接続改札         | 備考                          |
| -------- | --- | ---------------- | ----------------------------- |
| 西口     | 荻窪税務署・桃井第二小学校 | 西改札           | 時間制限あり エレベーターあり |
| 南口     | タクシーのりば | JR荻窪駅方面改札 |                               |
| 南口b    | 荻窪高等学校 ・荻窪保健センター・杉並保健所                                                                                                | JR荻窪駅方面改札 | エレベーターあり              |
| 北口     | ウェルファーム杉並・荻窪区民事務所・上荻児童館 杉並区就労支援センター・杉並公会堂・杉並公証役場・杉並福祉事務所 タウンセブン・東京衛生病院 | JR荻窪駅方面改札 |                               |

## 利用状況
JR東日本、東京メトロの合計の利用者数では杉並区の駅の中で最も多い。
- JR東日本 - 2023年度（令和5年度）の1日平均乗車人員は80,002人である[利用客数 1]。
JR東日本管内の全体では三鷹駅に次いで第48位で、中央本線の特急停車駅である八王子駅よりも多い。
- 東京メトロ - 2024年度（令和6年度）の1日平均乗降人員は85,957人である[メトロ 1]。
東京メトロ全130駅の中では新御茶ノ水駅に次いで第43位。

### 年度別1日平均乗降人員
1995年度（平成7年度）以降の1日平均乗降人員の推移は下表の通り（JRを除く）。
| 年度               | 営団 / 東京メトロ | 営団 / 東京メトロ |
| 年度               | 1日平均 乗降人員  | 増加率            |
| ------------------ | ----------------- | ----------------- |
| 1995年（平成07年） | 66,010            |                   |
| 1996年（平成08年） | 66,595            | 0.9%              |
| 1997年（平成09年） | 67,675            | 1.6%              |
| 1998年（平成10年） | 67,596            | −0.1%             |
| 1999年（平成11年） | 67,381            | −0.3%             |
| 2000年（平成12年） | 67,344            | −0.1%             |
| 2001年（平成13年） | 67,373            | 0.0%              |
| 2002年（平成14年） | 66,819            | −0.8%             |
| 2003年（平成15年） | 66,828            | 0.0%              |
| 2004年（平成16年） | 65,822            | −1.5%             |
| 2005年（平成17年） | 66,154            | 0.5%              |
| 2006年（平成18年） | 66,869            | 1.1%              |
| 2007年（平成19年） | 68,658            | 2.7%              |
| 2008年（平成20年） | 70,305            | 2.4%              |
| 2009年（平成21年） | 69,431            | −1.2%             |
| 2010年（平成22年） | 70,299            | 1.3%              |
| 2011年（平成23年） | 69,792            | −0.7%             |
| 2012年（平成24年） | 73,576            | 5.4%              |
| 2013年（平成25年） | 78,484            | 6.7%              |
| 2014年（平成26年） | 79,771            | 1.6%              |
| 2015年（平成27年） | 83,029            | 4.1%              |
| 2016年（平成28年） | 85,471            | 2.9%              |
| 2017年（平成29年） | 88,478            | 3.5%              |
| 2018年（平成30年） | 91,823            | 3.8%              |
| 2019年（令和元年） | 93,426            | 1.7%              |
| 2020年（令和02年） | 68,325            | −26.9%            |
| 2021年（令和03年） | 69,821            | 2.2%              |
| 2022年（令和04年） | 76,452            | 9.5%              |
| 2023年（令和05年） | 82,039            | 7.3%              |
| 2024年（令和06年） | 85,957            | 4.8%              |

### 年度別1日平均乗車人員（1890年代 - 1930年代）
各年度の1日平均乗車人員の推移は下表の通り。
| 年度               | 甲武鉄道 / 国鉄 | 出典              |
| ------------------ | --------------- | ----------------- |
| 1891年（明治24年） | 207             | [ 東京府統計 1 ]  |
| 1893年（明治26年） | 65              | [ 東京府統計 2 ]  |
| 1895年（明治28年） | 100             | [ 東京府統計 3 ]  |
| 1896年（明治29年） | 120             | [ 東京府統計 4 ]  |
| 1897年（明治30年） | 150             | [ 東京府統計 5 ]  |
| 1898年（明治31年） | 185             | [ 東京府統計 6 ]  |
| 1899年（明治32年） | 182             | [ 東京府統計 7 ]  |
| 1900年（明治33年） | 154             | [ 東京府統計 8 ]  |
| 1901年（明治34年） | 144             | [ 東京府統計 9 ]  |
| 1902年（明治35年） | 134             | [ 東京府統計 10 ] |
| 1903年（明治36年） | 136             | [ 東京府統計 11 ] |
| 1904年（明治37年） | 136             | [ 東京府統計 12 ] |
| 1905年（明治38年） | 129             | [ 東京府統計 13 ] |
| 1907年（明治40年） | 141             | [ 東京府統計 14 ] |
| 1908年（明治41年） | 135             | [ 東京府統計 15 ] |
| 1909年（明治42年） | 141             | [ 東京府統計 16 ] |
| 1911年（明治44年） | 172             | [ 東京府統計 17 ] |
| 1912年（大正元年） | 189             | [ 東京府統計 18 ] |
| 1913年（大正02年） | 196             | [ 東京府統計 19 ] |
| 1914年（大正03年） | 197             | [ 東京府統計 20 ] |
| 1915年（大正04年） | 196             | [ 東京府統計 21 ] |
| 1916年（大正05年） | 208             | [ 東京府統計 22 ] |
| 1919年（大正08年） | 462             | [ 東京府統計 23 ] |
| 1920年（大正09年） | 529             | [ 東京府統計 24 ] |
| 1922年（大正11年） | 930             | [ 東京府統計 25 ] |
| 1923年（大正12年） | 1,215           | [ 東京府統計 26 ] |
| 1924年（大正13年） | 2,086           | [ 東京府統計 27 ] |
| 1925年（大正14年） | 2,838           | [ 東京府統計 28 ] |
| 1926年（昭和元年） | 3,518           | [ 東京府統計 29 ] |
| 1927年（昭和02年） | 4,481           | [ 東京府統計 30 ] |
| 1928年（昭和03年） | 5,603           | [ 東京府統計 31 ] |
| 1929年（昭和04年） | 6,577           | [ 東京府統計 32 ] |
| 1930年（昭和05年） | 6,888           | [ 東京府統計 33 ] |
| 1931年（昭和06年） | 7,448           | [ 東京府統計 34 ] |
| 1932年（昭和07年） | 8,056           | [ 東京府統計 35 ] |
| 1933年（昭和08年） | 8,907           | [ 東京府統計 36 ] |
| 1934年（昭和09年） | 9,896           | [ 東京府統計 37 ] |
| 1935年（昭和10年） | 11,151          | [ 東京府統計 38 ] |

### 年度別1日平均乗車人員（1953年 - 2000年）
| 年度               | 国鉄 / JR東日本 | 営団   | 出典              |
| ------------------ | --------------- | ------ | ----------------- |
| 1953年（昭和28年） | 39,644          | 未開業 | [ 東京都統計 1 ]  |
| 1954年（昭和29年） | 41,843          | 未開業 | [ 東京都統計 2 ]  |
| 1955年（昭和30年） | 44,356          | 未開業 | [ 東京都統計 3 ]  |
| 1956年（昭和31年） | 46,985          | 未開業 | [ 東京都統計 4 ]  |
| 1957年（昭和32年） | 49,733          | 未開業 | [ 東京都統計 5 ]  |
| 1958年（昭和33年） | 52,747          | 未開業 | [ 東京都統計 6 ]  |
| 1959年（昭和34年） | 56,772          | 未開業 | [ 東京都統計 7 ]  |
| 1960年（昭和35年） | 62,050          | 未開業 | [ 東京都統計 8 ]  |
| 1961年（昭和36年） | 64,987          | 19,988 | [ 東京都統計 9 ]  |
| 1962年（昭和37年） | 64,208          | 20,148 | [ 東京都統計 10 ] |
| 1963年（昭和38年） | 70,071          | 26,742 | [ 東京都統計 11 ] |
| 1964年（昭和39年） | 74,911          | 33,835 | [ 東京都統計 12 ] |
| 1965年（昭和40年） | 77,046          | 33,700 | [ 東京都統計 13 ] |
| 1966年（昭和41年） | 82,100          | 35,188 | [ 東京都統計 14 ] |
| 1967年（昭和42年） | 84,276          | 34,019 | [ 東京都統計 15 ] |
| 1968年（昭和43年） | 85,979          | 34,897 | [ 東京都統計 16 ] |
| 1969年（昭和44年） | 80,553          | 37,228 | [ 東京都統計 17 ] |
| 1970年（昭和45年） | 79,833          | 37,318 | [ 東京都統計 18 ] |
| 1971年（昭和46年） | 81,055          | 37,809 | [ 東京都統計 19 ] |
| 1972年（昭和47年） | 79,000          | 36,978 | [ 東京都統計 20 ] |
| 1973年（昭和48年） | 80,137          | 35,644 | [ 東京都統計 21 ] |
| 1974年（昭和49年） | 80,337          | 35,345 | [ 東京都統計 22 ] |
| 1975年（昭和50年） | 78,932          | 34,311 | [ 東京都統計 23 ] |
| 1976年（昭和51年） | 80,019          | 34,170 | [ 東京都統計 24 ] |
| 1977年（昭和52年） | 77,564          | 34,364 | [ 東京都統計 25 ] |
| 1978年（昭和53年） | 76,844          | 32,249 | [ 東京都統計 26 ] |
| 1979年（昭和54年） | 68,096          | 32,574 | [ 東京都統計 27 ] |
| 1980年（昭和55年） | 64,570          | 33,373 | [ 東京都統計 28 ] |
| 1981年（昭和56年） | 67,942          | 34,707 | [ 東京都統計 29 ] |
| 1982年（昭和57年） | 71,625          | 35,981 | [ 東京都統計 30 ] |
| 1983年（昭和58年） | 72,186          | 36,951 | [ 東京都統計 31 ] |
| 1984年（昭和59年） | 72,884          | 37,167 | [ 東京都統計 32 ] |
| 1985年（昭和60年） | 73,216          | 37,195 | [ 東京都統計 33 ] |
| 1986年（昭和61年） | 75,885          | 37,797 | [ 東京都統計 34 ] |
| 1987年（昭和62年） | 75,514          | 37,593 | [ 東京都統計 35 ] |
| 1988年（昭和63年） | 77,518          | 37,978 | [ 東京都統計 36 ] |
| 1989年（平成元年） | 78,674          | 37,380 | [ 東京都統計 37 ] |
| 1990年（平成02年） | 80,762          | 36,614 | [ 東京都統計 38 ] |
| 1991年（平成03年） | 82,689          | 36,328 | [ 東京都統計 39 ] |
| 1992年（平成04年） | 84,197          | 36,093 | [ 東京都統計 40 ] |
| 1993年（平成05年） | 84,274          | 35,485 | [ 東京都統計 41 ] |
| 1994年（平成06年） | 83,110          | 35,011 | [ 東京都統計 42 ] |
| 1995年（平成07年） | 82,601          | 33,440 | [ 東京都統計 43 ] |
| 1996年（平成08年） | 84,052          | 33,602 | [ 東京都統計 44 ] |
| 1997年（平成09年） | 83,451          | 33,777 | [ 東京都統計 45 ] |
| 1998年（平成10年） | 82,359          | 33,707 | [ 東京都統計 46 ] |
| 1999年（平成11年） | 82,426          | 33,638 | [ 東京都統計 47 ] |
| 2000年（平成12年） | 82,768          | 33,722 | [ 東京都統計 48 ] |

### 年度別1日平均乗車人員（2001年以降）
2001年度（平成13年度）以降の1日平均乗車人員の推移は下表の通り。
| 年度               | JR東日本 | 営団 / 東京メトロ | 出典              |
| ------------------ | -------- | ----------------- | ----------------- |
| 2001年（平成13年） | 82,844   | 33,901            | [ 東京都統計 49 ] |
| 2002年（平成14年） | 82,849   | 33,451            | [ 東京都統計 50 ] |
| 2003年（平成15年） | 82,953   | 33,470            | [ 東京都統計 51 ] |
| 2004年（平成16年） | 82,951   | 33,386            | [ 東京都統計 52 ] |
| 2005年（平成17年） | 83,095   | 33,452            | [ 東京都統計 53 ] |
| 2006年（平成18年） | 84,436   | 33,795            | [ 東京都統計 54 ] |
| 2007年（平成19年） | 86,644   | 34,508            | [ 東京都統計 55 ] |
| 2008年（平成20年） | 86,838   | 35,185            | [ 東京都統計 56 ] |
| 2009年（平成21年） | 85,323   | 34,813            | [ 東京都統計 57 ] |
| 2010年（平成22年） | 85,093   | 35,219            | [ 東京都統計 58 ] |
| 2011年（平成23年） | 83,299   | 34,970            | [ 東京都統計 59 ] |
| 2012年（平成24年） | 85,167   | 36,830            | [ 東京都統計 60 ] |
| 2013年（平成25年） | 86,032   | 39,307            | [ 東京都統計 61 ] |
| 2014年（平成26年） | 85,938   | 39,879            | [ 東京都統計 62 ] |
| 2015年（平成27年） | 87,473   | 41,522            | [ 東京都統計 63 ] |
| 2016年（平成28年） | 88,288   | 42,734            | [ 東京都統計 64 ] |
| 2017年（平成29年） | 89,491   | 44,266            | [ 東京都統計 65 ] |
| 2018年（平成30年） | 90,715   | 45,973            | [ 東京都統計 66 ] |
| 2019年（令和元年） | 90,814   | 46,801            | [ 東京都統計 67 ] |
| 2020年（令和02年） | 67,231   |                   |                   |
| 2021年（令和03年） | 70,366   |                   |                   |
| 2022年（令和04年） | 76,230   |                   |                   |
| 2023年（令和05年） | 80,002   |                   |                   |

備考
1. ↑  1891年12月21日開業。開業日から翌年3月31日までの計102日間を集計したデータ。
2. ↑  1961年1月23日開業。開業日から同年3月31日までの計68日間を集計したデータ。

## 駅周辺
荻窪の街は、大正から昭和初期にかけて東京近郊の別荘地として「西の鎌倉、東の荻窪」と称され、以来文化人が多く住む閑静な住宅地として知られているが、駅前周辺は東京で有数のラーメン（荻窪ラーメン）店激戦地として知られる。また、地域としてクラシック音楽を支援しており、多くのコンサートが開催されている。2000年代後半以降はカレーショップが増え始めている。

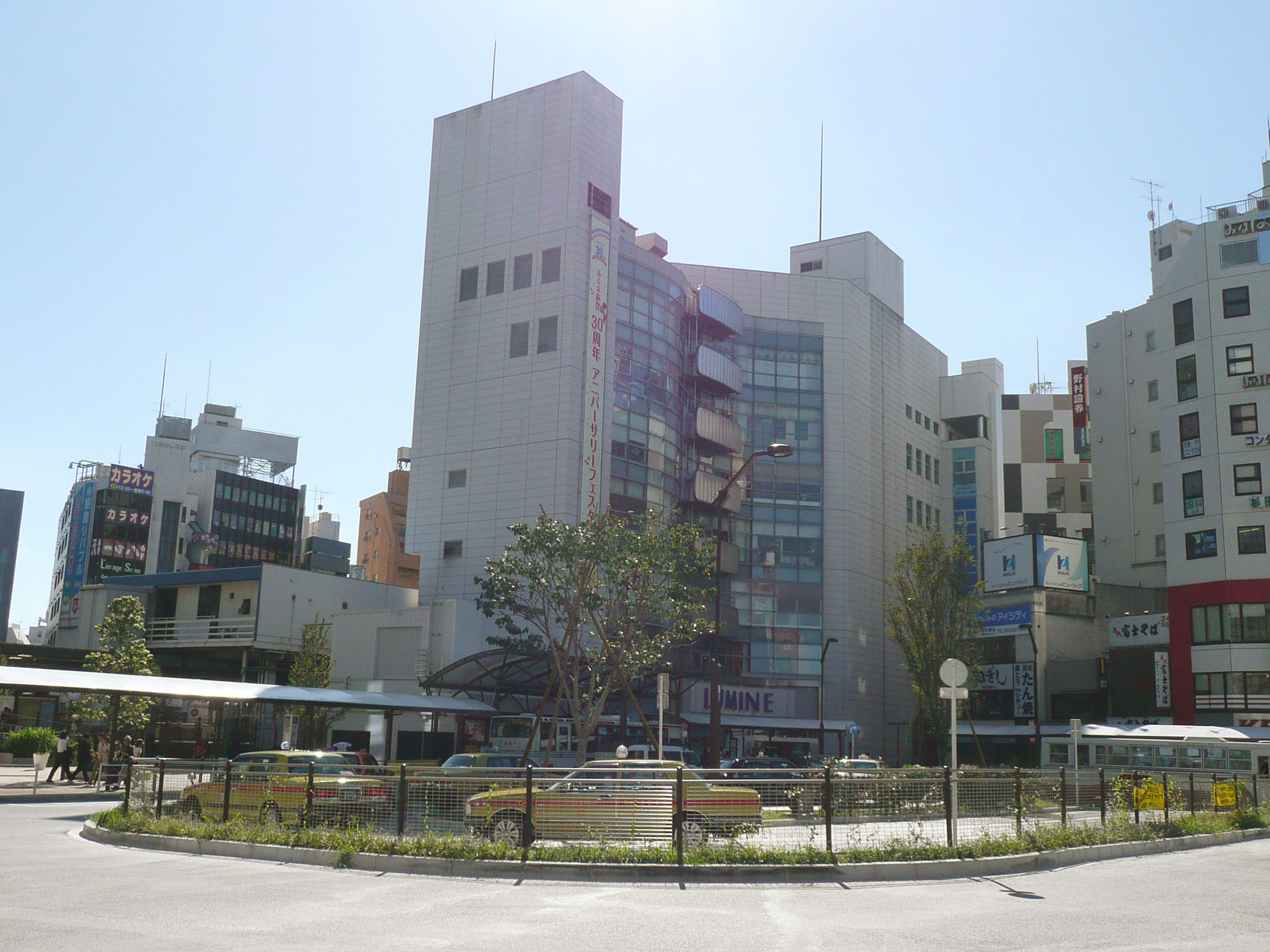
北口ロータリー（2011年9月18日）
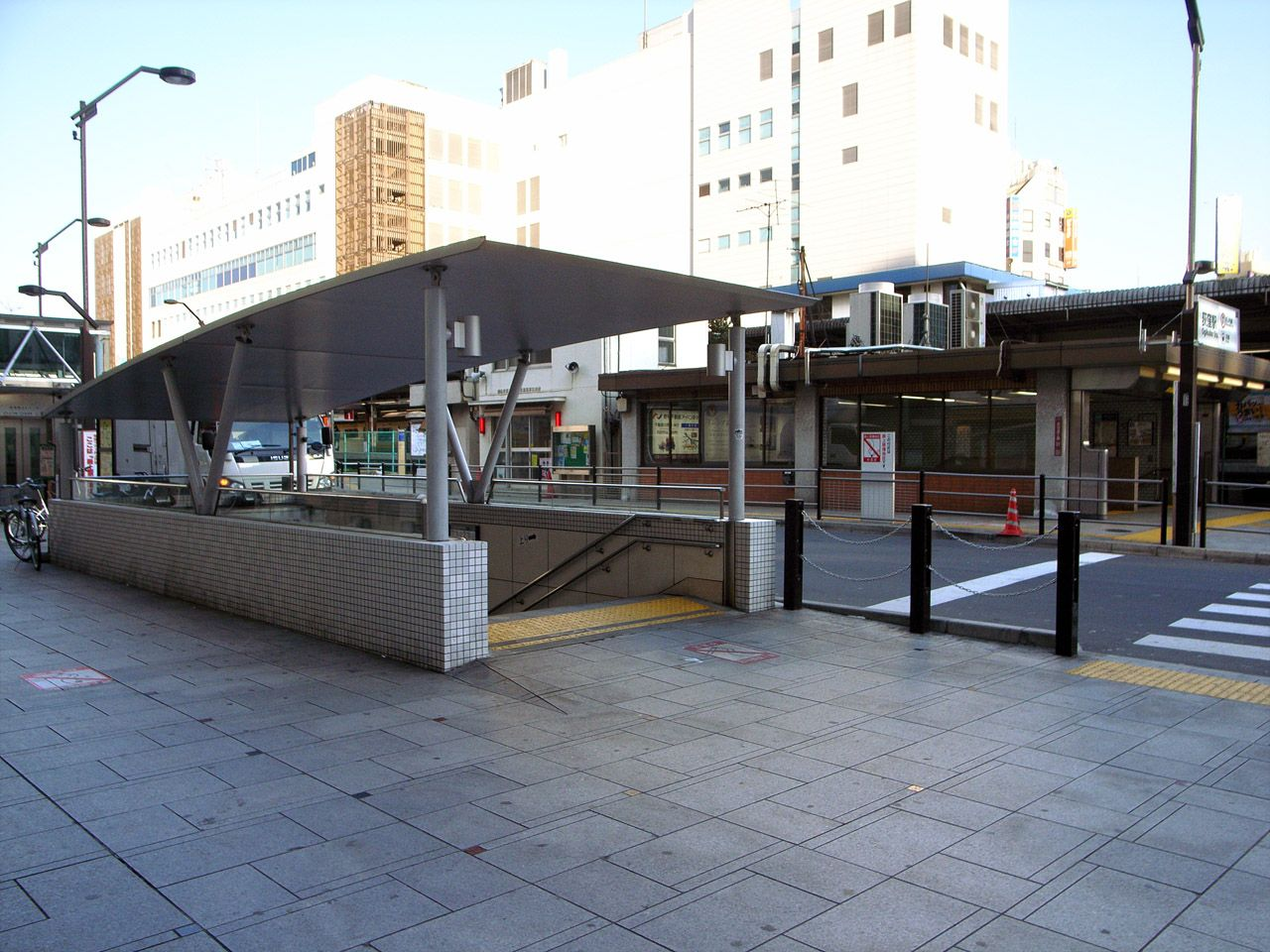
南口（2008年2月24日） 手前に南口b、道路を挟んで奥（線路側）に従来からの南口が見える。
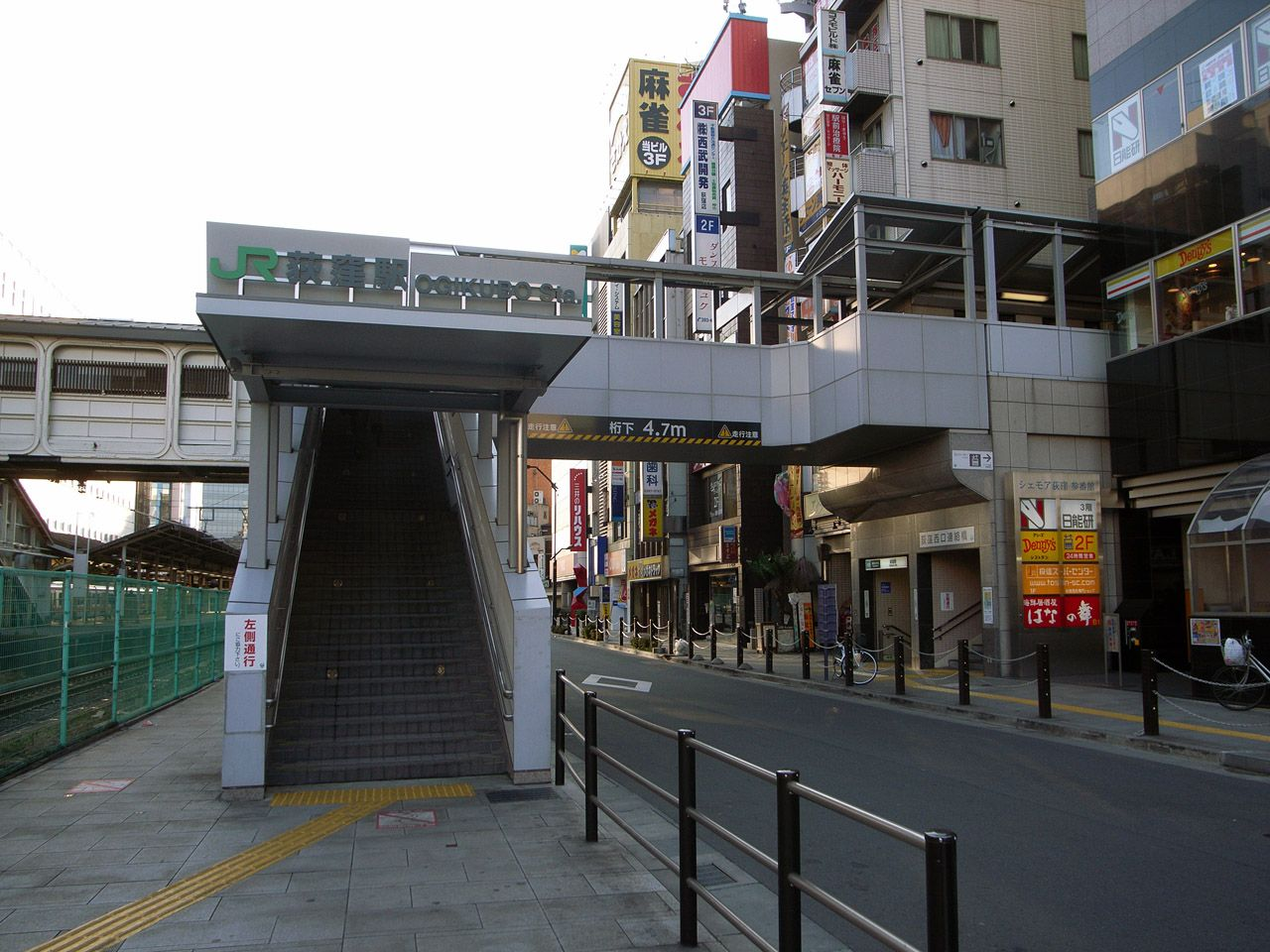
西口南側（2008年2月24日） 右手に丸ノ内線荻窪駅に通じる下り階段がある。

### 北口
- 杉並公会堂 - 西口の方が近い。
- ウェルファーム杉並[19]
- 東京衛生アドベンチスト病院 - 敷地内にあるセブンスデー・アドベンチスト天沼教会は荻窪教会通り商店街の名前の由来にもなっている。
- 天沼弁天池公園
  - 杉並区立郷土博物館分館
- 天沼八幡神社
- 三井住友銀行荻窪支店
- みずほ銀行荻窪支店
- りそな銀行荻窪支店
- 三井住友信託銀行荻窪支店
- 荻窪郵便局
  - ゆうちょ銀行荻窪店
- 西武信用金庫荻窪支店
- 東京中央農協杉並中野支店
- 杉並四面道郵便局
- Daiwa荻窪タワー[20] - 旧インテグラルタワー[21]。元は日本DECの本社だった。その後の合併に伴いコンパック荻窪事業所、続いて日本ヒューレット・パッカード（日本HP）荻窪事業所に変わった[22][23]が、日本HPも2011年に江東区の自社ビルに移転し、このビルから退去した[24]。荻窪近辺では最も高いビルである。
  - 杉並区役所荻窪区民事務所 - 2階に入居[25]。
  - 杉並区産業振興センター - 2階に入居[26]。
- ルミネ荻窪店
- 荻窪タウンセブン
  - 西友荻窪店
  - 西友荻窪郵便局
    - ルミネとタウンセブンとも西口側（2階）にも入口がある。ルミネへは東改札外のコンコースから直接地下1階にアクセスできる。また、両施設間には地下1階から5階までの各階に連絡通路がある[27]。
- 青梅街道（東京都道4号東京所沢線・東京都道5号新宿青梅線、荻窪駅前商店街）
- 環八通り（東京都道311号環状八号線）
- 四面道交差点（青梅街道と環八通りの交差点）

### 南口
南口には駅前広場がなく、南口に面して線路沿いに区道（南口駅前通り、都市計画道路補助131号線）が通っており、この通り沿いに路線バスの停留所やタクシー乗り場が設けられている。かつては幅員が狭くバス、タクシー、送迎車などが錯綜する状態にあったため、拡幅が行われ2005年に完了したが、朝夕を中心に依然として交通混雑が著しい。拡幅後は一方通行から相互通行に変更される予定だったが、安全を憂慮する地元の反対によって一方通行が維持されている。
また、南口から商店街側へ区道を渡る横断歩道（右写真の右端）には信号機が設置されていないため、関東バスが委託する警備員が交通整理を実施しているが、歩行者とバスとが交錯して事故の恐れがあり、バスの定時運行の妨げにもなっていた。このため、2004年に東改札側地下通路を南に拡張し、区道を渡った箇所に新たに階段とエレベーターを備えた出入口（南口b）が設けられた。しかし、上りエスカレーターは線路側にある従来の南口のみに設けられているため、駅から商店街方向へは依然として線路側の出入口を使用する利用者が多く、引き続き警備員による交通整理が実施されている。
- 杉並区杉並保健所
  - 荻窪保健センター
- 杉並区立中央図書館
- 杉並区荻窪体育館
- 杉並区荻窪地域区民センター
- 東京都立荻窪高等学校
- 杉並区立大田黒公園
- 三菱UFJ銀行荻窪支店
- 荻窪四丁目郵便局
- オーケー 荻窪店

### 西口
- 竹原英語スクール荻窪校
- 環八通り（東京都道311号環状八号線）

#### 北側
- 杉並公会堂
- 白山神社
- カメラのさくらや - かつて存在したさくらやからのれん分けした企業であるが、別会社。
- なごみの湯
- 荻窪ユアボウル

#### 南側
- 荻窪税務署[30]
- 杉並児童相談所
- 荻窪自動車学校
- 東京電力パワーグリッド荻窪支社 (なお、最寄りのバス停名は変わらずに「東電荻窪支社前」である)

## バス路線
北口からは関東バスと西武バスの路線、南口からは関東バスの路線が発着している。

### 北口
停留所名は関東バスが「荻窪駅北口」、西武バスが「荻窪駅」である。
2010年10月19日よりのりばが一部変更された。具体的には、ロータリー内に設置されている2・3番のりばの停留所を歩道側に移設し、ロータリー内を歩行する危険性を排除している。なお、停留所が青梅街道沿いに設置されている西武バスの路線と一部の関東バス路線については変更がない。
また、西口青梅街道上に発着するバスのうち、降車扱いについてはロータリー内にある降車場（関東バスと西武バスの共用）で行い、回送でロータリーを回ったあと青梅街道上の始発バス停まで移動して乗車扱いをする。
| のりば                   | 運行事業者            | 系統・行先                                                                                              | 備考                                                                 |
| ロータリー内             | ロータリー内          | ロータリー内                                                                                            | ロータリー内                                                         |
| ------------------------ | --------------------- | --- | -------------------------------------------------------------------- |
| 0                        | 関東バス              | - 荻32：武蔵関駅 - 荻33：電通裏 - 荻34：北裏 - 荻35：武蔵野大学 - 荻36：南善福寺 - 荻30：青梅街道営業所 | - 「荻33」「荻35」は平日朝のみ運行 - 「荻30」は16時以降に発着        |
| 1                        | 関東バス              | 荻30：青梅街道営業所                                                                                    | 15時59分まで発着                                                     |
| 2                        | 関東バス              | - 荻10：下井草駅 - 西51：西荻窪駅 - 西51-1：青梅街道営業所                                              | 「西51」は平日朝のみ運行                                             |
| 3                        | 関東バス              | - 荻04：阿佐谷営業所 - 荻05：白鷺一丁目 - 荻06：中村橋駅 - 荻07：練馬駅                                 |                                                                      |
| 4                        | 関東バス              | - 荻31：プロムナード荻窪 - 荻40：立教女学院                                                             |                                                                      |
| 降車場                   | 関東バス 西武バス     | 「荻11」「荻12」「荻12-1」「荻13」「荻14」「荻17」「荻18」の降車専用                                    | 「荻11」「荻12」「荻12-1」「荻13」「荻14」「荻17」「荻18」の降車専用 |
| 西口青梅街道上           |                       | |                                                                      |
| 5                        | - 関東バス - 西武バス | 荻12：井荻駅                                                                                            |                                                                      |
| 5                        | 西武バス              | 荻12-1：南田中車庫                                                                                      |                                                                      |
| 6                        | - 関東バス - 西武バス | 荻11：石神井公園駅南口                                                                                  |                                                                      |
| 6                        | 西武バス              | - 荻14：石神井公園駅南口 - 荻17：練馬高野台駅                                                           |                                                                      |
| 7                        | 西武バス              | - 荻15：長久保 - 荻15-2：大泉学園駅南口 - 荻16：上井草駅 - 荻18：上井草保健センター循環                 |                                                                      |
| ロータリー沿い青梅街道上 |                       | |                                                                      |
| 8                        | 関東バス              | - 阿02：白鷺一丁目 - 阿05・銀座線（深夜急行）：降車専用                                                 | 「阿02」は午前のみ運行                                               |
| 9                        | 西武バス              | 荻15・荻15-1・荻15-2：阿佐ヶ谷駅                                                                        |                                                                      |
| 9                        | 関東バス              | 阿05：白鷺一丁目                                                                                        | 日中のみ運行                                                         |

### 南口
停留所名は「荻窪駅南口」（グリーンスローモビリティを除く）。
| のりば | 運行事業者           | 系統・行先                                        | 備考                                                              |
| ------ | -------------------- | ------------------------------------------------- | ----------------------------------------------------------------- |
| 1      | 関東バス             | - 荻51：シャレール荻窪 - 荻53：五日市街道営業所   | 「荻53」は深夜バスのみ発着                                        |
| 2      | 関東バス             | 荻60：宮前三丁目                                  |                                                                   |
| 3      | 関東バス             | - 荻53：五日市街道営業所 - 荻56：日本年金機構入口 | - 「荻53」の通常便はこちらから発着 - 「荻56」は平日朝・夕のみ運行 |
| 4      | 関東バス             | - 荻54：芦花公園駅 - 荻58：北野                   |                                                                   |
| －     | キャピタルモータース | グリーンスローモビリティ：荻外荘公園方面（循環）  | 停留所名は「荻窪駅西口」                                          |

## その他

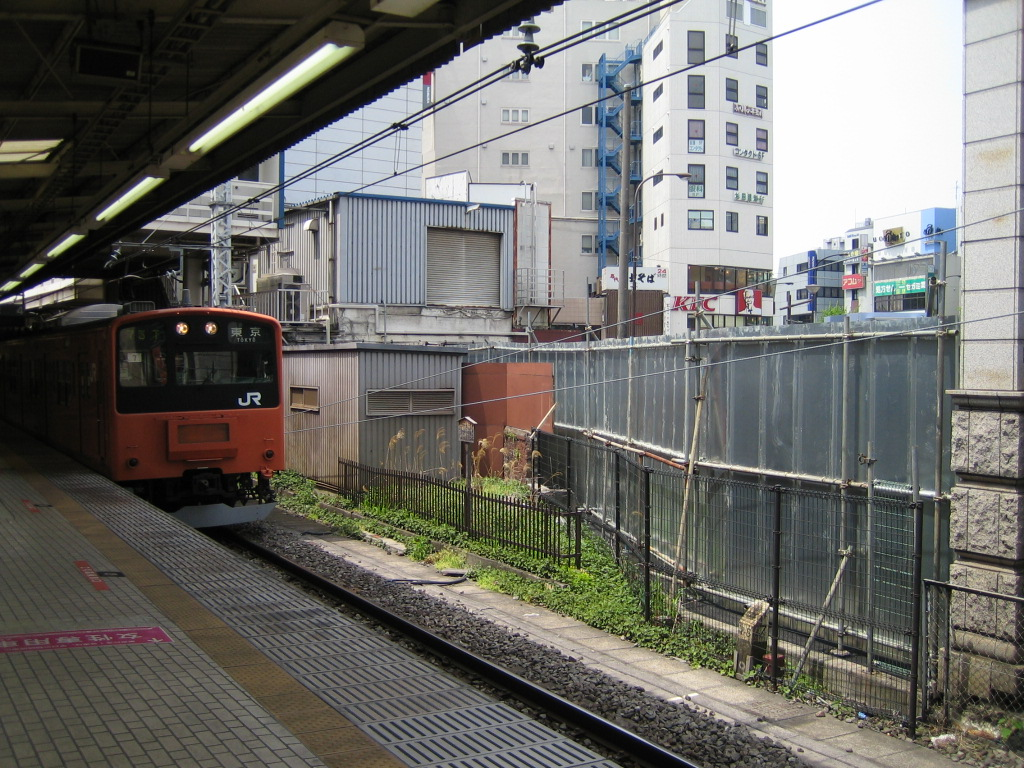
2010年頃の荻の植え込み

- 4番線ホームの西荻窪寄りの隅には、縦1 m、横2 mほどのステンレス製の鏡（反射鏡）が設置されている。これは、中央線で一時期多発していた人身事故防止のために設置されたものである。この付近はホームの端で、改札に続く階段のちょうど裏に当たり、死角になっていて人目につきにくいため危険な場所となっている。この設置により、「自分や他人の目を意識させることで、自殺を思いとどまってほしい」との狙いがある。なお、ホーム側には接近告知チャイムを鳴らすスピーカーが設置されている。さらに、2009年7月31日には、自殺予防を目的としてホームの端部に青色の蛍光灯が設置され[新聞 4]、その後、青色LED照明灯も設置されている。
- 当駅は請願駅として開業した。甲武鉄道は当初、駅を設置していなかった[注釈 4]。
- 1990年代後半に、丸ノ内線を当駅から埼玉県の朝霞駅方面まで延伸する構想があったが、消滅した。
- 中央線快速上り線の線路脇に「荻窪」の地名のもととなったオギが植えられており、4番ホーム（阿佐ケ谷寄り）からも見ることができる。この荻を展示している空間は、線路側から確認できる方向が正面となっていたが、北口ロータリー整備に伴い、ロータリー側が正面となる構造に変化した。
- JR東日本としては比較的初期に北口にエスカレーターが設置された（1990年）。
- 通勤五方面作戦による中央線の複々線化の進展や立体交差事業によって、中央線快速では多くの駅が高架化した一方で、荻窪駅は依然として地上駅のままである（中央線の両隣となる阿佐ケ谷・西荻窪は高架駅）。これは、荻窪駅のすぐ東に位置し、中央線の線路を跨いでいる天沼陸橋が既に立体交差しており、他の多くの駅と同じように高架化しようと考えた場合は天沼陸橋がその妨げとなるからである[32]。
- 弾丸列車の始発駅候補であった[注釈 5]。

## 隣の駅
東日本旅客鉄道（JR東日本）
 中央線（快速）
■特別快速「ホリデー快速おくたま」・■通勤特快・■中央特快・■青梅特快
通過
■通勤快速（平日下りのみ）・■快速（土曜・休日）
中野駅 (JC 06) - 荻窪駅 (JC 09) - 吉祥寺駅 (JC 11)
■快速（平日、下り高尾方面は「各駅停車」扱い）
阿佐ケ谷駅 (JC 08) - 荻窪駅 (JC 09) - 西荻窪駅 (JC 10)
 中央・総武線（各駅停車）・ 東西線直通
阿佐ケ谷駅 (JB 05) - 荻窪駅 (JB 04) - 西荻窪駅 (JB 03)
東京地下鉄（東京メトロ）
 丸ノ内線
荻窪駅 (M 01) - 南阿佐ケ谷駅 (M 02)

### かつて存在していた路線
東京都交通局
都電杉並線
天沼停留場 - 荻窪駅前停留場